# 박승벽
박승벽(朴承璧, 1890년 10월 26일 ~ 1946년)은 일제강점기의 군인 겸 경찰로, 본적은 함경북도 무산군 무산면이다.

## 생애
1909년 11월 1일 주차한국헌병대 무산헌병분대 헌병보조원으로 입대했으며 1913년 2월 10일 함경북도 경성헌병대 헌병보조원교습소를 수료했다. 1913년 8월 감독헌병보조원으로 임명되었고 1914년 4월 1일부터 1921년 3월 31일까지 일본어 통역 업무를 맡았다. 1919년 8월 20일부터 1922년 5월 9일까지 상등헌병보로 복무했으며 1920년 12월 25일 일본 정부로부터 종군기장, 1922년 5월 9일 일본 정부로부터 은사금 150원을 받았다.
1922년 5월 29일 일본 외무성 순사로 임명되었으며 1930년 2월 28일부터 3월 15일까지 순사부장을 역임했다. 1931년 3월 31일부터 1933년 10월 4일까지 푸둥(釜洞, 부동)조선인민회 회장을 역임하는 동안 일본군 주둔과 항일 무장 세력 토벌을 청원했다. 1934년 3월 만주국 허룽 현(和龍縣, 화룡현) 난핑(南坪, 남평)경찰서 서장으로 임명되었으며 같은 해 3월 만주국 정부로부터 건국공로장과 대전기념장을 받았다. 젠다오 성(간도성) 허룽 현(화룡현) 경좌로 재직 중이던 1937년 9월 만주국 정부로부터 훈8위 경운장(景雲章)을 받았고 1939년 11월 20일에 결성된 간도성의용자위단 조직에 참여했다.
1939년 11월 20일부터 1941년 4월까지 신선대(新選隊) 허룽 현(화룡현) 대장으로 복무하는 동안 당시 젠다오 성(간도성) 허룽 현(화룡현), 안투 현(안도현) 등 4개 현에서 활동하던 항일 무장 세력 수색과 체포, 토벌에 적극 협력했으며 1941년 7월 7일 만주국 정부로부터 국세 조사 기념장을 받았다.

### 최후
태평양 전쟁 종전 이후인 1946년 허룽 현(화룡현) 인민재판에서 처형되었다.

## 사후
- 친일반민족행위진상규명위원회가 발표한 친일반민족행위 705인 명단에 포함되었다.

## 참고자료
- 친일반민족행위진상규명위원회 (2009). 〈박승벽〉. 《친일반민족행위진상규명 보고서 Ⅳ-6》. 서울. 405~414쪽.